# Muovere
O grupo Muovere completa 18 anos de trajetória em 2007, sendo  bastante considerado e admirado pelo trabalho de vanguarda que vem desenvolvendo na dança contemporânea de Porto Alegre, RS.
Com direção de Jussara Miranda, o Muovere se destaca por vários trabalhos, e um especial que mescla a dança, o teatro e a literatura. O trabalho de ótima repercussão é Bild, um projeto inovador de espetáculo de dança contemporânea, inspirado nos textos do livro "As Cidades Invisíveis" de Ítalo Calvino.
As cidades são três: Armila, que não se sabe se foi inacabada ou demolida; Valdrada, que ao contemplá-la depara-se com duas cidades, a própria Valdrada e a que reflete sua imagem; e Otávia, que fica no alto de um vazio. Seus habitantes caminham, sobem, descem e, suspensos, levam consigo o medo.
O espetáculo contextualiza para a cena dramática, uma verdadeira viagem ao inconsciente coletivo. A disposição dos bailarinos desenvolve com lirismo e força cada cena. Bild: palavra de origem alemã. Significa as imagens que provêem do inconsciente profundo.
Os últimos projetos do Muovere são "Aventuras", espetáculo também baseado no escritor italiano Calvino, e "Beterrabas Caprichosas".
O Muovere realiza participações diversas em eventos locais, nacionais e internacionais.

## Prêmios
São numerosos os prêmios que a companhia já recebeu:
- Troféu Helena Montenegro (Maior Pontuação)
- Prêmio Mário Avancini (Melhor Coreografia)
- Cinco Prêmios Açorianos de Dança
- Indicação ao Prêmio Mambembe
- Prêmio Bolsas de Estudos na Folkwang/Essen - Alemanha
- Primeiro lugar no Festival de Dança de Joinville / SC, por três vezes consecutivas.
- Duas vezes Prêmio Anual de Incentivo à Produção Cultural IEACEN
- Prêmio Em Cena Brasil / FUNARTE
- Caravana Funarte
- Prêmio Funarte de Dança Klauss Vianna / MINC